# فريدريك أكوم
فريدريك كريستيان أكوم أو فريدريك أكوم (29 مارس 1769 - 28 يونيو 1838) هو كيميائي ألماني، تضمنت أهم إنجازاته التطورات في مجال الإضاءة بمصابيح الغاز، والجهود المبذولة للحفاظ على الأطعمة المصنعة خالية من المواد المضافة الخطرة، وتعزيز الاهتمام في علم الكيمياء لعامة الناس. من 1793 إلى 1821 عاش أكوم في لندن. بعد فترة تدريب مهني كصيدلي، افتتح مشروع مختبر تجاري خاص به. قام عمله بتصنيع وبيع مجموعة متنوعة من المواد الكيميائية ومعدات المختبرات. ألقى أكوم نفسه محاضرات عامة مقابل رسوم في الكيمياء العملية وتعاون مع الجهود البحثية في العديد من معاهد العلوم الأخرى.
مفتونًا بعمل فريدريك وينسور، الذي كان مناصرًا لإدخال إضاءة مصابيح الغاز في لندن، أصبح أكوم أيضًا مفتونًا بهذا الابتكار. بناءً على طلب شركة غاز لايت وكوك، أجرى العديد من التجارب في هذا المجال الجديد من البحث. بعد فترة من العمل الوثيق مع هذه الشركة، أصبح عضوًا في مجلس إدارتها في عام 1812. كُلفت الشركة بتأسيس أول مصانع الغاز في لندن لتوفير إضاءة مصابيح الغاز لكل من المناطق الخاصة والعامة. كان لأكوم دور أساسي في وضع تصور وتصميم لإضاءة مصابيح الغاز الناجحة للغاية هذه.
كتب أكوم غالبية منشوراته باللغة الإنجليزية. نُفذت هذه الكتابات بأسلوب جعلها في متناول الجميع. قدمت كتاباته العديد من الإسهامات العلمية، والتي كان لها تأثير في تعميم الكيمياء خلال هذه الحقبة. في عام 1820، نشر أكوم مقالة عن غش الطعام، حيث شجب استخدام المضافات الكيميائية إلى الغذاء. كان هذا العمل بمثابة بداية الوعي بالحاجة إلى مراقبة سلامة الأغذية. كان أكوم أول شخص تناول الموضوع والوصول إلى جمهور واسع من خلال أنشطته. لاقى كتابه، المثير للجدل في ذلك الوقت، جمهورًا واسعًا وبيع جيدًا. ومع ذلك، فقد هدد الممارسات الراسخة في صناعة تجهيز الأغذية، ما أكسبه العديد من الأعداء بين مصنعي الأغذية في لندن. غادر أكوم إنجلترا بعد رفع دعوى قضائية ضده. عاش بقية حياته كمدرس في مؤسسة صناعية في برلين.

## حياته وعمله

### التعليم وفترة الشباب
وُلد أكوم في بوكيبورغ، شاومبورغ ليبه، على بعد حوالي 50 كيلومترًا غرب هانوفر. كان والده من فلوتو، وكان في فوج مشاة في خدمة الكونت فيلهلم فون شاومبورغ ليبي. في عام 1755، تحول والد أكوم من اليهودية إلى المسيحية البروتستانتية. بعد فترة وجيزة، تزوج والده من جوديث بيرث دي لا موت في بوكبورغ. كانت جوديث ابنة صانع القبعات، الذي عاش في الجالية الفرنسية في برلين، وحفيدة لاجئ عانى من اضطهاد الهوجوينوت في فرنسا.
في وقت تعميده، غير أكوم الأكبر اسمه من ماركوس هيرز إلى كريستيان أكوم. بالإضافة إلى اختيار الاسم كريستيان، اختار والد أكوم التأكيد على دينه الذي اعتنقه حديثًا من خلال تبني اللقب أكوم، المشتق من الكلمة العبرية أكوم، والتي تعني غير يهودي. ولا يُعرف ما إذا كان قد فعل ذلك بمبادرة منه أو بسبب ضغوط من أهل خطيبته. بعد زواجه، افتتح كريستيان أكوم متجرًا خاصًا به لصناعة الصابون في بوكيبورغ في منزل حماه. بعد تسع سنوات من زواجه من جوديث، حصل على الجنسية القانونية من المدينة. في 9 مايو 1772، توفي والده كريستيان عن عمر يناهز 45 عامًا؛ بعد ثلاث سنوات من ولادة فريدريك.
ارتاد فريدريش أكوم مدرسة بوكبورغ الثانوية وتلقى بالإضافة إلى ذلك وصاية خاصة في موضوعات الفرنسية والإنجليزية. بعد الانتهاء من دراسته، أنهى فترة تدريبه كصيدلي مع عائلة براندي في هانوفر، الذين كانوا أصدقاء العائلة. كما أجرى آل براندي أعمالًا تجارية في لندن وكانوا العطارين لملك إنجلترا الهانوفري، جورج الثالث. باعتبارها واحدة من المراكز الرائدة للبحث العلمي والصناعة في نهاية القرن الثامن عشر، جذبت لندن أفضل وألمع العقول في أوروبا. شعر أكوم بالجاذبية وانتقل هناك في عام 1793. وجد عملًا كمساعد في صيدلية براندي أخرى تقع في شارع أرلينغتون.

### السنة الأولى في لندن
بعد اكتساب الخبرة كمساعد في الصيدلية، تابع أكوم الدراسات العلمية والطبية في كلية التشريح في شارع جريت ويندميل في لندن. تعرف على الجراح أنتوني كارلايل (1768-1842) والكيميائي ويليام نيكولسون (1753-1815). في جريدة السيد نيكلسون المتداولة، نشر أكوم مقالته الأولى عام 1798. في 10 مايو 1798 تزوج أكوم من ماري آن سيمبسون (6 مارس 1777 - 1 مارس 1816 في لندن). وفي غضون ذلك، حول اسمه إلى الإنجليزية ليصبح فريدريك أكوم. كان لدى فريدريك وماري ثمانية أطفال، لكن اثنين فقط بقوا على قيد الحياة.
في خريف عام 1799، ظهرت ترجمة لعمل فرانز كارل أشارد الرائد حول إنتاج السكر من البنجر في مجلة نيكلسون. حتى ذلك الوقت، كان قصب السكر، الذي كان يُزرع في الخارج، هو النبات الوحيد الذي يمكن استخلاص السكر منه. هذه المعلومات جعلت من الممكن إنشاء صناعة محلية للسكر، وقوبلت باهتمام كبير. بعد وقت قصير من نشر المقال، أرسل أكوم عينات من سكر البنجر من برلين، وقدمها إلى ويليام نيكولسون. كانت هذه هي المرة الأولى التي يتواجد فيها السكر المشتق من البنجر في إنجلترا. بعد تحليله الدقيق لكلا النوعين من السك، نشر نيكولسون تقريرًا مفصلًا في إصدار يناير من مجلته، مشيرًا إلى عدم وجود فرق ملموس في الذوق بين الاثنين.

### عامل مختبر وتاجر ومعلم خاص
في عام 1800، غيّر أكوم وعائلته مكان إقامتهم في لندن من هيماركت 17 إلى شارع كومبتون 1. عاش هناك لمدة عشرين سنة. كان منزل عائلته بمثابة مدرسة ومختبر تجريبي ومكان يبيع فيه المواد الكيميائية والأدوات العلمية. وصفت بطاقات عمل أكوم في ذلك الوقت أنشطته على النحو التالي:
«يُعلِم السيد أكوم رعاة وهواة الكيمياء أنه يواصل تقديم دورات محاضرات خاصة حول الكيمياء العملية والفلسفية والصيدلة العملية وفن التحليل، بالإضافة إلى استضافة الطلاب المقيمين في منزله، وأنه يستمر في تقديم تخفيضات باستمرار في حالة نقية قدر الإمكان، تُستخدم جميع مقالات البحث في الكيمياء التجريبية، جنبًا إلى جنب مع مجموعة كاملة من الأجهزة والأدوات الكيميائية المحسوبة لتناسب وسائل الراحة للمشترين المختلفين».
جمع أكوم ووزع كتالوج بضاعته للبيع لعملائه في لندن. أرسِل هذا الكتالوج أيضًا إلى مواقع أخرى عند الطلب.
لسنوات عديدة، كان مؤسسة أكوم هي المعهد الوحيد المهم في إنجلترا الذي قدم محاضرات حول نظرية الكيمياء بالإضافة إلى التدريب في الممارسة المختبرية. رُحِب بالهواة لإجراء تجارب بسيطة في الموقع لتعزيز معرفتهم. جذبت تعاليم أكوم العديد من الطلاب البارزين. وشمل هؤلاء السياسي اللندني المعروف ورئيس الوزراء لاحقًا اللورد بالمرستون ودوق بيدفورد ودوق نورثمبرلاند. بالإضافة إلى ذلك، كان مختبره هو الأول في أوروبا الذي يزوره طلاب وعلماء من الولايات المتحدة، من بينهم بنجامين سيليمان وويليام داندريدج بيك. عندما أصبح سيليمان لاحقًا أستاذًا للكيمياء في كلية ييل (التي سبقت جامعة ييل) في نيو هافن، طلب أول معداته المعملية من أكوم في لندن. ذكر كاتب سيرة أكوم، تشارلز ألبرت براون، في عمله عام 1925 أن بعض الكليات الأمريكية القديمة ما تزال تحصل على إيصالات مبيعات من أعمال أكوم في لندن.